# The Rapeman (манга)
The Rapeman (яп. THE レイプマン Дза Рэйпуман, «Насильник») — хентай-манга и OVA Кэйко Айсаки в жанре «чёрной комедии».
В период с 1993 по 1996 год компания Pink Pineapple выпустила девять игровых фильмов по вселенной The Rapeman (включая шесть продолжений и два спин-оффа).
В книге «Japanese Cinema Encyclopedia: The Sex Films» (с англ. — «Энциклопедия японского кино: эротические фильмы)» Томас Вейссер пишет:
Легко понять, почему фильмы серии The Rapeman настолько популярны: режиссёр Такао Нагаиси взял за основу явно оскорбительную тему и превратил её в злобную смешную чёрную комедию для взрослых. Но это ещё не всё — его операторская работа на высоте, а музыка гипнотизирует. Кроме того, Нагаиси является соавтором проработанных сценариев с неожиданно запутанными сюжетными линиями. И, что самое важное, он на самом деле не поленился создать довольно симпатичных персонажей.

## Сюжет
Главный герой, Кейсукэ Ивасаки (яп. 岩崎 圭介), днём работает учителем в средней школе, а ночью — наёмником, а именно «профессиональным насильником» в фирме Rapeman Services, которой управляет его дядя, бывший хирург. Девиз этого бизнеса: «Исправляем ошибки проникновением». Клиенты обращаются к насильнику за помощью в таких случаях, как месть брошенного любовника, укрепление родительских уз во время травматического кризиса или повышение послушания коллег-нарушителей.
Если во время изнасилования женщина перестаёт реагировать или выражает удовольствие, Кейсукэ использует специальные приёмы, такие как «Отвёртка М69» или «Бесконечная петля», чтобы причинить жертве больше боли. Несмотря на то, что Кейсукэ сожалеет о выполнении некоторых контрактов, он всегда доводит дело до конца.

## Влияние
В честь манги названа группа Rapeman. Фронтмен Стив Альбини (англ. Steve Albini) и барабанщик Рей Уошэм (англ. Rey Washam) признались, что были одержимы главным персонажем и что эта одержимость сказалась на названии группы. Альбини сказал, что познакомился с мангой через друга; позже он выразил сожаление по поводу выбора названия.
В третьем эпизоде криминального телесериала «Закон и порядок: Специальный корпус», «…или просто похоже», вышедшим в эфир 4 октября 1999 года, был показан вымышленный 14-й том манги. Он используется прокурором (который вызывает детектива Моник Джеффрис как свидетеля) в качестве улики против подростка, обвиняемого в изнасиловании, чей отец был также обвинён в соучастии. Тут главного героя The Rapeman ошибочно описывают как ученика старшей школы, который по ночам превращается в альтер-эго, чтобы отомстить обидевшим его одноклассницам, а не как взрослого наёмника, которым и является Кэйсукэ.